# Église Sainte-Barbe de Kalkara
L'église Sainte-Barbe, connu également sous le nom d'église Sainte-Liberata est une église catholique située à Kalkara, à Malte.

## Historique
Les capucins entreprirent la construction d'une église en 1736, terminée en 1743. Bénie et consacrée le 2 août de la même année, elle put ouvrir aux fidèles. En 1758, le pape Benoît XIV donne les reliques de sainte Liberata à l'église et elle reçut sa dédicace le 18 juin 1747.